# Al Araby
Ne doit pas être confondu avec Al-Arabiya.
Al Araby (arabe : العربي) est une chaîne de télévision généraliste en langue arabe, lancé en janvier 2015. Elle a été conçue comme un contrepoids à Al Jazeera, longtemps considérée comme ayant un parti pris pro-Frères musulmans.
Elle diffuse une variété de programmes et d'émissions d'information, couvrant la société, la politique, le divertissement et la culture. Le réseau possède des bureaux dans plusieurs capitales arabes et occidentales, à travers 11 bureaux au Moyen-Orient et dans le monde entier.
Anciennement basée à Londres, Al Araby est basé à Lusail au Qatar depuis 2021.